# Policolor
Policolor este o companie producătoare de vopsele din România.
Compania este deținută de fondurile de investiții Romanian Investment Fund (RIF) și Reconstruction Capital (RC2), administrate de New Europe Capital.
Compania a fost retrasă de pe Bursă la sfârșitul lui 2008, după ce a fost listată în 1997.
În august 1998, Policolor a achiziționat pachetul majoritar de acțiuni de la Orgachim, important producător de lacuri și vopsele din Bulgaria.
Număr de angajați în 2012: 1100  (2002: 850)
Cifra de afaceri:
| Anul          | 2012 | 2010 | 2009 | 2008 | 2007 | 2006 |
| ------------- | ---- | ---- | ---- | ---- | ---- | ---- |
| milioane euro | 72   | 60,3 | 52,5 | 53,7 | 48,1 | 39,9 |